# Higuchi Gintarō
Higuchi Gintarō (japanisch 樋口 銀太郎; Lebensdaten unbekannt) war ein japanischer Verleger (地本問屋, Jihon-doiya oder Jihon-donya) von Farbholzschnitten (錦絵, nishiki-e) in der Meiji-Zeit.

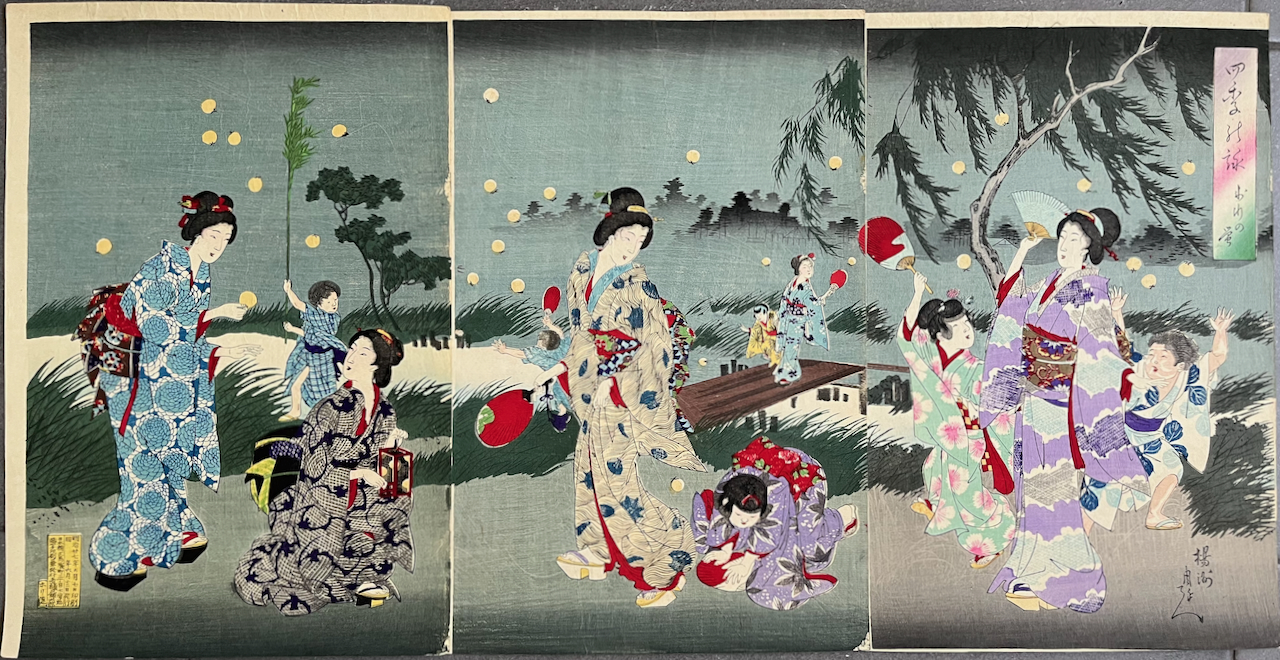
Yōshū Chikanobu, Glühwürmchen am Bach (小川の蛍, Ogawa no hotaru) aus der Serie Gedichte zu den vier Jahreszeiten (四季の詠, Shiki no uta) 1894, Ōban-Triptychon

## Leben
Higuchi betrieb während der Meiji-Zeit einen Verlag in Nihonbashi, Tōkyō. Er veröffentlichte Werke unter anderem von den Künstlern Yōshū Chikanobu (楊洲周延), Yōsai Nobukazu (楊斎延一), Kobayashi Ikuhide (小林幾英) und Nakazawa Nenshō (中澤年章).

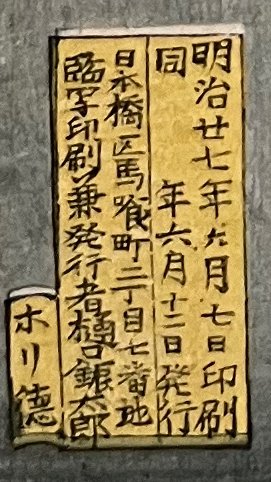
Higuchi Gintarō – Verlagsangaben auf dem Holzschnitt von Yōshū Chikanobu, 1894, von rechts nach links: Datum des Drucks (Meiji 27, 7. Juni), Datum der Veröffentlichung (gleiches Jahr, 12. Juni), Adresse (Nihonbashi-ku, Bakuro-chō, 2-chōme, 7-banchi), Angaben zum Verleger (originalgetreue Reproduktion und Veröffentlichung durch Higuchi Gintarō), Angabe zum Holzschnitzer (geschnitzt von Taku)

## Werke (Auswahl)
- Kobayashi Ikuhide: Shinpan andō utsushie (しん板あんどううつしゑ; Neuer Holzschnitt nach Andō) 1881, Ōban[2]
- Tōshū Shōgetsu: Kokkai gijidō no zu (国会議事堂之図; Darstellung des Parlamentsgebäudes) 1890, Ōban-Triptychon[3]
- Tōshū Shōgetsu: Nihon chūseki Takayuki-zu (日本柱石貴之図; Darstellung der ehrenwerten Stützen Japans) 1891, Ōban-Triptychon[4]
- Kobayashi Ikuhide: Tōkyō kaika meishō – Kōkyo Nijūbashi shinkei (東京開華名勝・皇居二重橋真景; [Wahrheitsgetreues] Bild der Nijūbashi-Brücke am Kaiserpalast – Berühmte Sehenswürdigkeit im modernen Tōkyō) 1891, Ōban[5]
- Yōsai Nobukazu: Kikuen kajin ikka (菊園佳人活花; Lebende Chrysanthemen – Schöne Frauen im Garten) 1892, Ōban-Triptychon[6]
- Yōshū Chikanobu: Ogawa no hotaru (小川の蛍, Glühwürmchen am Bach) aus der Serie Shiki no uta (四季の詠, Gedichte zu den vier Jahreszeiten) 1894, Ōban-Triptychon[7]
- Yōsai Nobukazu: Rekkoku rengō-gun Tentsu-jō kōgeki gekisen no zu (列国聯合軍天津城攻撃大激戰之図; Darstellung der großen Schlacht um Tientsin – Angriff der alliierten ausländischen Truppen) 1900, Ōban-Triptychon[8]